# Emirat de Dikwa
L'emirat de Dikwa fou un dels estats successor del vell Imperi de Bornu, un estat tradicional dins de l'estat de Borno, a Nigèria. Va ser establert el 1901 a l'inici del període colonial després que l'Imperi de Bornu havia quedat repartit entre els britànics, francesos i alemanys.

## Història
El vell Imperi de Bornui, debilitat pel gihad fulani, es va enfonsar el 1893 quan el shuwa àrab Rabah Zubayr ibn Fadl Allah va agafar el poder i va transferir la capital a Dikwa. Després que els francesos, llavors expandint-se a Àfrica de l'Oest, van derrotar i matat a Rabah van instal·lar al tron a Shehu Sanda Kura, un membre de l'antiga dinastia de Bornu, com a primer Shehu de Borno a Dikwa el 1900. El 1901 el van reemplaçar pel seu germà Umar Abubakar Garbai, avantpassat dels emirs actuals de Borno. Sobre la base d'un tractat entre els francesos, alemanys i britànics, l'antic Bornu va ser repartit i Dikwa va esdevenir part de la colònia alemanya del Camerun. Els britànic van convidar Umar Abubakar Garbai a esdevenir governant de la porció britànica, i es va traslladar el 1902 primer a Monguno i més tardà a Maiduguri.
Els alemanys van instal·lar en el seu lloc a Dikwa al germà d'Umar Abubakar, Shehu Sanda Mandara. A la seva mort el 1917 va ser succeït per Shehu Sanda Kyarimi quan ja els britànics feia dos anys que havien ocupat la regió (anomenada Bornu Alemany) als alemanys. Dikwa va ser transferida formalment als britànics el 1921, després de la derrota alemanya en la Primera Guerra Mundial. Shehu Masta II Kyarimi va ser nomenat Shehu de Dikwa el 1937 amb el seu palau a la ciutat de Dikwa, però va traslladar la residència a un palau a Bama el 1942, a petició de l'administració colonial.
Fins recentment, l'emirat de Dikwa era un de tres emirats de l'estat de Borno, els altres eren l'emirat de Borno i l'emirat de Biu. El març de 2010 el governador de Borno, Ali Modu Sheriff va dividir el vell emirat de Dikwa en els emirats de Bama i de Dikwa.
El nou emirat de Dikwa va ser fet de tres àrees de govern local, Ngala, Dikwa i Kala Balge, amb seu a la ciutat de Dikwa. L'emirat de Bama va conserver l'àrea de govern local de Bama, i el vell palau emiral a Bama. Alhaji Abba Tor Shehu Masta II, fill de Shehu Masta II, va ser nomenat com a nou emir de Dikwa. Mai Kyari Elkanemi, emir de Dikwa amb seu a Bama, va agafar el títol d'emir de Bama.

## Governants
Els governants de l'emirat de Dikwa, amb el títol de "Shehu", són:
| Inici | Final | Governant                        |
| ----- | ----- | -------------------------------- |
| 1901  | 1902  | Umar Abubakar Garbai ibn Ibrahim |
| 1902  | 1917  | Shehu Sanda Mandara              |
| 1917  | 1937  | Shehu Sanda Kyarimi              |
| 1937  | 1968  | Shehu Masta II Kyarimi           |
| 1968  | 1974  | Umar IV ibn Abi Bakr Garbay      |
| 1974  | 2009  | Masta ibn Umar Kiyari Amin       |
| 2009  | 2010  | Shehu Kyari Ibn Umar Elkanemi    |
| 2010  |       | Alhaji Abba Tor Shehu Masta II   |

## Àrees de Govern local a l'emirat de Dikwa
L'emirat de Dikwa cobria fins al a 2010 quatre Àrees de Govern Local:
- Bama
- Dikwa
- Ngala
- Kala-Balge[7]